# Kriebitzsch
Kriebitzsch es un municipio situado en el distrito de Altenburger Land, en el estado federado de Turingia (Alemania), a una altitud de 200 metros. Su población a finales de 2016 era de unos 1000 habitantes y su densidad poblacional, 74 hab/km².
Se encuentra junto a la frontera con el estado de Sajonia. Dentro del distrito, el municipio está asociado a la mancomunidad (Verwaltungsgemeinschaft) de Rositz, cuya capital es Rositz. En su territorio se incluyen las pedanías de Altpoderschau y Zechau, antiguos municipios que se unieron al término municipal de Kriebitzsch en un proceso de fusión de municipios que abarcó desde 1957 hasta 1977.
Se conoce la existencia de la localidad desde 1216, aunque ya en el siglo XII Federico I Barbarroja había ordenado construir aquí una iglesia. Se desarrolló como poblado ferroviario en la segunda mitad del siglo XIX, ya que en 1872 se abrió aquí al tráfico una estación por hallarse en una zona minera de extracción de lignito. Hasta la unificación de Turingia en 1920, la localidad perteneció al ducado de Sajonia-Altemburgo.